# T-Coffee
T-Coffee (Tree-based Consistency Objective Function For alignment Evaluation) és una aplicació bioinformàtica utilitzada per a l'alineament múltiple de seqüències que utilitza un algorisme progressiu avaluat mitjançant la consistència emprant una llibreria d'alineaments.
Aquesta eina incorpora altres funcionalitats com són la combinació de múltiples alineaments generats per diferents aplicacions M-Coffee,
la utilització de plantilles per dur a terme un alineament més acurat, que poden ser l'estructura en format d'arxiu PDB d'una o més  proteïnes de l'alineament 3D-Coffee/Expresso, el pèrfil d'una seqüència generat mitjançant la combinació d'ella amb altres seqüències homòlogues PSI-Coffee o l'estructura secundària d'ARN no codificants R-Coffee.